# Sergey Rostovtsev
Pour les articles homonymes, voir Rostovtsev.
Sergey Rostovtsev (né le 2 juin 1997 à Toula) est un coureur cycliste russe. Spécialiste de la piste, il est notamment devenu champion d'Europe de l'américaine espoirs en 2016.

## Biographie

### Vie privée
Il est le fils ainé d'Olga Slyusareva, championne olympique de la course aux points en 2004 et multiple championne du monde sur piste,.

## Palmarès sur piste

### Championnats du monde
- Roubaix 2021
  -  Médaillé de bronze de la course à l'élimination

### Championnats du monde juniors
- Séoul 2014
  -  Champion du monde du scratch juniors
- Astana 2015
  -  Médaillé de bronze de la poursuite par équipes juniors

### Coupe des nations
- 2021
  - 3e de l'américaine à Saint-Pétersbourg

### Championnats d'Europe
| Édition / Épreuve          | Poursuite par équipes                | Américaine                | Omnium | Élimination |
| Athènes 2015 (juniors)     | Or (avec Piskunov, Markov et Sukhov) |                           | Bronze |             |
| Montichiari 2016 (espoirs) |                                      | Or (avec Maksim Piskunov) |        |             |
| Anadia 2017 (espoirs)      |                                      | Argent                    |        |             |
| Aigle 2018 (espoirs)       |                                      |                           | Bronze |             |
| Plovdiv 2020               |                                      |                           |        | Bronze      |
| Granges 2021               |                                      |                           |        | Or          |

### Championnats nationaux
- 2015
  -  Champion de Russie de poursuite par équipes juniors (avec Maksim Sukhov, Maksim Piskunov et Dmitrii Markov)
  -  Champion de Russie de l'omnium juniors
- 2017
  -  Champion de Russie de l'américaine (avec Mamyr Stash)
  -  Champion de Russie du scratch
  -  Champion de Russie d'omnium

## Palmarès sur route

### Par année
| - 2015 - 1re étape de la Course de la Paix juniors - 2e du championnat de Russie du contre-la-montre juniors - 2017 - 3e étape des Cinq anneaux de Moscou - 2019 - 2e du Circuito Castelnovese - 3e de la Coppa Belricetto - 3e du Gran Premio della Possenta - 3e du Trophée de la ville de Castelfidardo - 2020 - 1re étape du Tour de Mevlana - 2021 - 3e et 4e étapes des Cinq anneaux de Moscou | - 2022 - 4e étape du Grand Prix de Sotchi - 2023 - Grand Prix Apollon Temple - 3e étape de la Sochi Stage Race - 4e étape du Tour de Maurice - Grand Prix Boukraa - Grand Prix El Marsa - 2024 - 4e étape du Tour de Mersin - 4e étape de la Ladoga’s Gold - 3e étape des Cinq anneaux de Moscou - 3e du Grand Prix Apollon Temple |  |

### Classements mondiaux
| Année                                 | 2017  | 2018  | 2019 | 2020 | 2021  | 2022  | 2023 | 2024  |
| ------------------------------------- | ----- | ----- | ---- | ---- | ----- | ----- | ---- | ----- |
| Classement mondial                    | 1526e | 1715e | nc   | 342e | 1576e | 1455e | 487e | 1329e |
| UCI Europe Tour                       | 981e  | 1126e | nc   | 280e | 1110e | 991e  | nc   | nc    |
|                                       |       |       |      |      |       |       |      |       |
| Légende : nc = non classéSource : UCI |       |       |      |      |       |       |      |       |